# Dragnet (serie televisiva 2003)
Dragnet (Dragnet o L.A. Dragnet) è una serie televisiva statunitense in 22 episodi trasmessi per la prima volta nel corso di 2 stagioni dal 2003 al 2004. È il remake di Dragnet (1951-1959) e Dragnet (1967-1970).

## Personaggi
- Tenente Joe Friday (22 episodi, 2003-2004), interpretato da	Ed O'Neill.
- Detective Frank Smith (12 episodi, 2003), interpretato da	Ethan Embry.
- ADA Sandy Chang (12 episodi, 2003-2004), interpretata da	Christina Chang.
- Detective Jimmy McCarron (10 episodi, 2003-2004), interpretato da	Desmond Harrington.
- Detective Gloria Duran (10 episodi, 2003-2004), interpretata da	Eva Longoria.
- Detective Raymond Cooper (10 episodi, 2003-2004), interpretato da	Evan Parke.
- Sanjay Ramachandran (9 episodi, 2003), interpretato da	Erick Avari.
- Detective Hubbel (7 episodi, 2003), interpretato da	Katherine Kamhi.
- Capitano Ruth Hagermann (6 episodi, 2003), interpretata da	Lindsay Crouse.
- Donna Bostick (6 episodi, 2003-2004), interpretata da	Robin Bartlett.
- Lewis (6 episodi, 2003-2004), interpretato da	Mark Lewis.
- Kirkland (6 episodi, 2003), interpretato da	Mr. Tony B. King.
- Detective Elana Macias (3 episodi, 2003-2004), interpretata da	Roselyn Sánchez.
- Juanita Hendrucks (3 episodi, 2003), interpretato da	Denise Dowse.
- Capitano Silva (3 episodi, 2003-2004), interpretato da	David Andrews.
- Waring (3 episodi, 2003-2004), interpretato da	Todd Felix.
- Detective Greggor (3 episodi, 2003), interpretato da	Larry Braman.
- Investigatore SID Ortiz (3 episodi, 2003), interpretato da	Alex Esta.
- Detective Latrell (3 episodi, 2003), interpretato da	Morocco Omari.
- Sergente Roselli (3 episodi, 2003), interpretato da	Pete Pastore.
- Richard Wilkins (3 episodi, 2003), interpretato da	Chris Ufland.

## Produzione
La serie fu prodotta da Wolf Films e Universal Network Television e girata negli studios della Universal a Universal City e a Los Angeles in California.

### Registi
Tra i registi della serie sono accreditati:
- Kevin Dowling (3 episodi, 2003-2004)
- Steve Shill (2 episodi, 2003-2004)
- Guy Norman Bee (2 episodi, 2003)
- Jean de Segonzac (2 episodi, 2003)
- Darnell Martin (2 episodi, 2003)

## Distribuzione
La serie fu trasmessa negli Stati Uniti dal 2003 al 2004 sulla rete televisiva ABC. In Italia è stata trasmessa su Rete 4 con il titolo Dragnet.
Alcune delle uscite internazionali sono state:
- negli Stati Uniti il 2 febbraio 2003 (Dragnet o L.A. Dragnet)
- nel Regno Unito il 28 maggio 2003
- in Nuova Zelanda il 12 giugno 2003
- in Svezia il 20 agosto 2003
- in Islanda il 5 settembre 2003
- in Finlandia il 9 giugno 2004 (Dragnet)
- in Ungheria il 10 marzo 2005 (Dragnet - Gyilkossági akták)
- nei Paesi Bassi (Murder Investigation)
- in Germania (Polizeibericht Los Angeles)
- in Italia (Dragnet)

## Episodi
| Stagione         | Episodi | Prima TV USA |
| ---------------- | ------- | ------------ |
| Prima stagione   | 12      | 2003         |
| Seconda stagione | 10      | 2003-2004    |

## Saga diDragnet
La serie di Dragnet è partita come radiodramma il 3 giugno 1949 e si è poi dipanata attraverso vari seguiti e rifacimenti in serie televisive, film per il cinema e per la televisione dal 1951 al 2004 come segue:
- Dragnet - serie televisiva trasmessa dal 1951 al 1959 (inedita in Italia).
- Mandato di cattura (Dragnet) - film del 1954 diretto da Jack Webb.
- Dragnet - serie televisiva trasmessa dal 1967 al 1970. La serie cambiò nome negli Stati Uniti per ogni stagione con l'aggiunta dell'anno di trasmissione della stagione al titolo (da Dragnet 1967 a Dragnet 1970).
- Dragnet 1966 - film per la televisione del 1969 diretto da Jack Webb.
- La retata (Dragnet) - film del 1987 diretto da Tom Mankiewicz.
- Dragnet (The New Dragnet) - serie televisiva trasmessa dal 1989 al 1990.
- Dragnet (Dragnet o L.A. Dragnet) - serie televisiva trasmessa dal 2003 al 2004.